# Georg Sieglitz
Georg Franz Sieglitz (* 26. April 1854 in Mainz; † 3. November 1917 in München) war ein deutscher Opernsänger (Bass). Von 1898 bis zu seinem Tod wirkte er als Kammersänger an der Bayerischen Hofoper.

## Leben
Georg Sieglitz war Sohn des Mainzer Juristen Georg Michael Sieglitz. Er studierte zunächst an der Universität Jena und wurde 1874 im Corps Guestphalia Jena aktiv. Als zweimal ausgezeichneter Consenior wechselte er an die Hessische Ludwigs-Universität, wo er sich 1875 auch dem Corps Starkenburgia anschloss.
Nach der Gesangsausbildung im Fach Bass in Berlin debütierte er 1880 an der Hamburgischen Staatsoper als Masetto in Don Giovanni. Danach hatte er Engagements an der Posener Oper, der Deutschen Oper am Rhein, am Staatstheater Nürnberg, an der Krolloper in Berlin und der Staatsoper Prag. In Prag war er maßgeblich beteiligt an der Gründung des Corps Palaio-Austria.
1898 wurde er Kammersänger der Münchner Hofoper. Dort sang er 1899 in den ersten Aufführungen von Siegfried Wagners Bärenhäuter. Bei der Uraufführung von Le donne curiose 1903 in München sang er den Arlecchino. Im Text-Buch der bis Juli [1904] erschienenen Konzert-Platten (Hrsg. Arthur Blumenthal, Breslau 1904) sind schon 9 Schallplattenaufnahmen von ihm nur bei Grammophon verzeichnet. Er gastierte in Bern, Dresden, Köln, Rotterdam und Wiesbaden. An der Metropolitan Opera sang er Hunding, Raimondo in Rienzi, Zacharie in Le prophète, Kothner in Die Meistersinger von Nürnberg, König Heinrich in Lohengrin und den König in Aida. Seinem rheinischen Naturell und seiner massigen Statur kam die Titelrolle in Verdis Falstaff entgegen.
Er engagierte sich in der Münchner Faschingsgesellschaft Narrhalla.

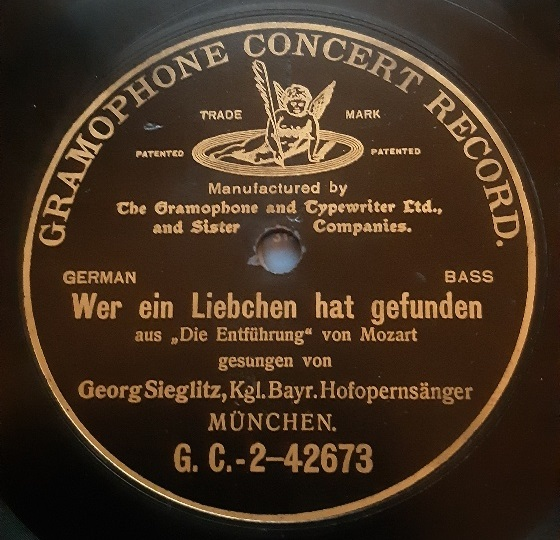
Schallplatte von Georg Sieglitz (München 1903)

Georg Sieglitz hinterließ Aufnahmen seiner Stimme bei Berliner Records (München 1901) und G&T (München 1902–05).

## Werke
- Aus Münchens Operngeschichte, CD. 2006.